# Abriola
Abriola és un municipi italià situat a la província de Potenza.